# Murat IV
Murat IV (Istanboel, 16 juni 1612 - aldaar, 9 februari 1640) was sultan van het Ottomaanse Rijk vanaf 1623 tot 1640. Hij werd zowel bekend vanwege het herstellen van de autoriteit in het rijk als vanwege zijn gewelddadigheid.

## Familie
Murat IV was een zoon van sultan Ahmed I en diens van oorsprong Griekse vrouw Kösem. Hij werd in 1623 bij een samenzwering op de troon gezet om zijn oom Mustafa I op te volgen, die hetzij achterlijk hetzij krankzinnig was. Hij was pas elf jaar oud toen hij de troon besteeg. Murat IV stond lange tijd onder supervisie van zijn familieleden en in de eerste jaren als sultan regeerde zijn moeder, Kösem, eigenlijk voor hem. Het rijk verviel in anarchie; de Perzen vielen bijna meteen binnen, in Noord-Anatolië braken rellen uit en in 1631 bestormden de Janitsaren het paleis en doodden de grootvizier en anderen. Murat IV vreesde dat hem hetzelfde lot te wachten stond als zijn oudere broer Osman II en besloot zijn macht te gebruiken. Hij liet de grootvizier onthoofden, 500 militaire leiders wurgen en 20.000 rebellen in Anatolië executeren. Voortbordurend op de Ottomaanse traditie van broedermoord liet Murat IV zijn broer Bayezid in 1635 doden, gevolgd door de executie van nog twee broers een paar jaar later.

## Krachtpatser
Murat IV probeerde de corruptie te bestrijden die begonnen was tijdens de vorige sultans. Hij verbood tevens alcohol en tabak in Istanboel op straffe van executie. Hij liep 's avonds in burgerkledij door de straten van Istanbul om de uitvoering van zijn bevel te controleren. Als hij tijdens deze patrouilles een soldaat zag die tabak of alcohol gebruikte doodde hij deze ter plekke met zijn knuppel. 
Murat IV was een gigantische, sterke man, een worstelaar en krijger. Volgens de verhalen placht hij zijn worsteltegenstanders in een houdgreep te nemen en ze met één hand boven zijn hoofd rond te draaien. Hij gebruikte een enorme knots met een gewicht van 60 kilo en een tweehandig groot zwaard dat ruim 50 kilo woog.

## Perzische oorlogen
Tijdens Murats regering werd oorlog gevoerd tegen Perzië, waarbij Ottomaanse legers Azerbeidzjan veroverden en Tabriz, Hamadan en, als laatste grote prestatie van Ottomaanse strijdkrachten, Bagdad innamen. Murat IV zelf leidde de invasie van Mesopotamië en bleek een zeer goede bevelhebber. Hij was een van de laatste Ottomaanse sultans die een leger op het slagveld aanvoerden. Tijdens zijn campagne tegen Iran vernietigde hij alle rebellen in Anatolië en herstelde de rust in de staat. Veel steden noemden zich uit dank naar hem.
Een jaar voor zijn dood tekende Murat een vredesverdag met de Perzische Safawidendynastie. Na zijn terugkeer naar Istanbul beval hij gerespecteerde staatslieden een nieuwe economische politiek voor te bereiden om het Rijk terug te brengen naar zijn gloriedagen. Maar zijn ziekte en vroege dood belemmerden deze plannen.
Murat IV stierf in 1640 op 27-jarige leeftijd aan levercirrose. Op zijn sterfbed beval hij de executie van zijn broer Ibrahim I, omdat deze krankzinnig zou zijn, wat het einde van de Osmaanse familielijn zou hebben betekend, maar het bevel werd niet uitgevoerd. 